# Concattedrale della Trasfigurazione
La concattedrale della Trasfigurazione di Varnsdorf (Warnsdorf), nella Repubblica Ceca è una chiesa della Chiesa vetero-cattolica della Repubblica ceca di stile neoromanico.

## Storia
Varnsdorf svolse un ruolo centrale nella storia del vetero-cattolicesimo nell'impero austro-ungarico. Dopo il concilio Vaticano I, in seguito al rifiuto delle decisioni del concilio stesso, si arrivò alla creazione di comunità vetero-cattoliche in Germania e Svizzera, ma anche - soprattutto attraverso l'opera di Anton Nittel - in Austria. Con le due parrocchie di Vienna e Ried im Innkreis, la parrocchia di Varnsdorf appartenne ad una delle prime fondazioni parrocchiali della chiesa vetero-cattolica nella monarchia danubiana.
La costruzione della chiesa iniziò nel 1873, e la consacrazione ebbe luogo il 27 dicembre 1874. Alla fine di agosto 1880 iniziò la costruzione degli edifici parrocchiali. Il 1º gennaio 1897 seguì lo spostamento della sede vescovile da Vienna a Varnsdorf e l'elevazione della chiesa parrocchiale a cattedrale.
La statua in alabastro di Cristo che si trova dietro l'altare è stata creata dallo scultore Vincenz Pilz, nativo di Varnsdorf, e installata nella chiesa nel giugno 1882 Nella chiesa si trova anche il rilievo dell'Omaggio dei Magi, sempre opera di Pilz.
Dall'allontanamento dei tedeschi dei Sudeti si estinse la parrocchia vetero-cattolica di Varnsdorf, in precedenza costituita prevalentemente di tedeschi. La chiesa, rimasta senza guida dopo la guerra, fu espropriata. L'edificio della chiesa fu usato nei decenni successivi per vari scopi, tra cui quello di colombario.
Nel 1995 la sede vescovile fu trasferita da Varnsdorf a Praga Warnsdorfer e la Chiesa ebbe il rango di procattedrale. Dopo il completamento dei lavori di restauro della chiesa le fu attribuito il titolo della Trasfigurazione del Signore. Nel 2000 è iniziato il restauro delle vetrate.